# Bauhinia rusbyi
Bauhinia rusbyi är en ärtväxtart som beskrevs av Nathaniel Lord Britton. Bauhinia rusbyi ingår i släktet Bauhinia och familjen ärtväxter. Inga underarter finns listade i Catalogue of Life.